# Valtteri Bottas
Valtteri Viktor Bottas (Nastola, 28 augustus 1989) is een Finse coureur. In 2011 werd Bottas kampioen in de GP3 Series voor het team van Lotus ART door zijn teamgenoot James Calado en de Nederlander Nigel Melker te verslaan. Vanaf 2013 is Bottas actief in de Formule 1; van 2013 tot en met 2016 bij het Williams F1 Team, waarna hij in 2017 de overstap maakte naar het team van Mercedes. Vanaf het seizoen 2022 rijdt hij voor het team van Alfa Romeo Racing. In 2025 gaat hij terug naar het team van Mercedes, ditmaal als reserverijder.

## Formule 1
Bottas was in het Formule 1-seizoen 2010 reservecoureur voor het Williams F1 Team. Zijn eerste vrije training reed hij tijdens de Grand Prix van Maleisië 2012. Hij reed in totaal vijftien vrijdagtrainingen in 2012, waarbij hij iedere keer het stoeltje van racecoureur Bruno Senna overnam.
Op 28 november 2012 werd bekend, dat Bottas in 2013 de racecoureur zou worden voor het team van Williams. Pastor Maldonado, die al vanaf 2011 bij Williams reed, werd zijn teamgenoot.
In zijn zevende race in Canada zorgde Bottas voor een grote verrassing, door de niet competitieve Williams op de derde plaats te kwalificeren, achter Sebastian Vettel en Lewis Hamilton. In de race kwam hij echter niet uit de verf en eindigde hij slechts als veertiende, op een ronde achterstand van winnaar Vettel.
In de Grand Prix van de Verenigde Staten kwalificeerde Bottas zich opnieuw in de top tien, ditmaal op een negende plaats. Hij kon nu zijn positie wel vasthouden, met een achtste plaats behaalde hij zijn eerste punten in de Formule 1.
In 2014 ging Bottas rijden met startnummer 77. Hij had voor dit nummer gekozen, omdat dit bij zijn naam paste (Val77eri Bo77as). Met Felipe Massa kreeg hij tevens een nieuwe teamgenoot.
Tijdens de Grand Prix van Oostenrijk behaalde Bottas zijn eerste podiumplaats in de Formule 1, na als tweede te zijn gestart achter zijn teamgenoot Felipe Massa. Hij kon lang weerstand bieden tegen de snellere Mercedes van Lewis Hamilton, maar moest hem ten slotte toch voor laten gaan. Bij de volgende race in Groot-Brittannië stond Bottas opnieuw op het podium met een tweede plaats achter Hamilton, terwijl hij de race vanaf plaats veertien had moeten aanvangen. Ook in de Grands Prix van Duitsland, België, Rusland en Abu Dhabi stond hij op het podium. Met 186 punten eindigde hij op de vierde plaats in het kampioenschap.
In 2015 was de Williams minder competitief dan in het voorgaande jaar, maar Bottas wist in de Grands Prix van Canada en Mexico toch twee podiumplaatsen te behalen. In de eindstand werd hij vijfde met 136 punten.
In 2016 was de auto van Williams opnieuw minder competitief dan in het vorige seizoen. Bottas wist alleen in de Grand Prix van Canada op het podium te eindigen. Met 85 punten finishte hij op de achtste plaats in het eindklassement.
In 2017 maakte Bottas de overstap naar het team van Mercedes om regerend wereldkampioen Nico Rosberg, die was gestopt met de autosport, op te volgen. Tijdens de Grand Prix van Bahrein behaalde hij voor het eerst in zijn Formule 1-carrière de poleposition. Hij wist deze niet te verzilveren, maar in de daaropvolgende race in Rusland won hij zijn eerste Formule 1-race. 

## Formule 1-carrière

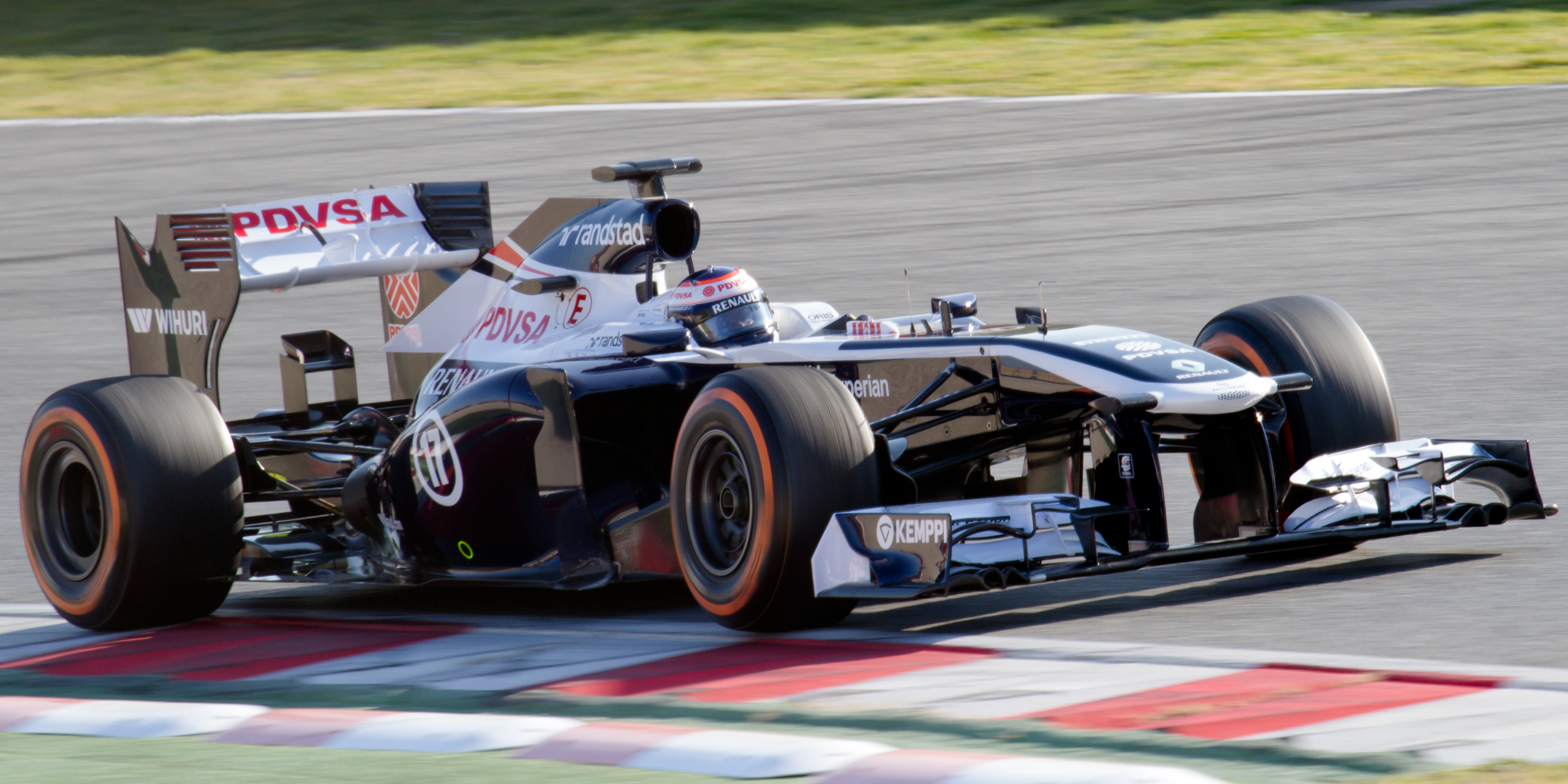
Valtteri Bottas in de Williams F1 tijdens de wintertestdagen in Catalonië, febr. 2013.

### Teams
| Jaar/Jaren  | Team        |
| ----------- | ----------- |
| 2013 - 2016 | Williams    |
| 2017 - 2021 | Mercedes    |
| 2022 - 2023 | Alfa Romeo  |
| 2024        | Kick Sauber |
| 2025        | Mercedes    |

### Statistiek
|                           | 2013 | 2014 | 2015 | 2016 | 2017 | 2018 | 2019 | 2020 | 2021 | 2022 | 2023 | 2024 | Totaal           |
| ------------------------- | ---- | ---- | ---- | ---- | ---- | ---- | ---- | ---- | ---- | ---- | ---- | ---- | ---------------- |
| Aantal ingeschreven races | 19   | 19   | 19   | 21   | 20   | 21   | 21   | 17   | 22   | 22   | 22   | 24   | 247 (246 starts) |
| Aantal zeges              | 0    | 0    | 0    | 0    | 3    | 0    | 4    | 2    | 1    | 0    | 0    | 0    | 10               |
| Aantal pole-positions     | 0    | 0    | 0    | 0    | 4    | 2    | 5    | 5    | 4    | 0    | 0    | 0    | 20               |
| Aantal snelste rondes     | 0    | 1    | 0    | 0    | 2    | 7    | 3    | 2    | 4    | 0    | 0    | 0    | 19               |
| Aantal podiumplaatsen     | 0    | 6    | 2    | 1    | 13   | 8    | 15   | 11   | 11   | 0    | 0    | 0    | 67               |
| Aantal WK-punten          | 4    | 186  | 136  | 85   | 305  | 247  | 326  | 223  | 226  | 49   | 10   | 0    | 1797             |
| Eindstand WK              | 17   | 4    | 5    | 8    | 3    | 5    | 2    | 2    | 3    | 10   | 15   | 22   |                  |

### Formule 1-resultaten
| Kleur  | Resultaat                       |
| ------ | ------------------------------- |
| Goud   | Winnaar                         |
| Zilver | Tweede plaats                   |
| Brons  | Derde plaats                    |
| Groen  | Gefinisht (punten behaald)      |
| Blauw  | Gefinisht (geen punten behaald) |
| Blauw  | Niet geklasseerd (NC)           |
| Paars  | Uitgevallen (DNF)               |
| Rood   | Niet gekwalificeerd (DNQ)       |

| Kleur   | Resultaat                              |
| ------- | -------------------------------------- |
| Zwart   | Gediskwalificeerd (DSQ)                |
| Wit     | Niet gestart (DNS)                     |
| Blanco  | Gewond (INJ)                           |
| Blanco  | Uitgesloten (EX)                       |
| Blanco  | Teruggetrokken (WD) / Niet deelgenomen |
| 1, 2, 3 | Sprint positie (punten behaald)        |
| P       | Poleposition                           |
| S       | Snelste ronde                          |

| Jaar | Inschrijving | Chassis                        | Motor                                 | 1       | 2       | 3       | 4        | 5       | 6       | 7      | 8      | 9        | 10      | 11       | 12     | 13      | 14      | 15      | 16      | 17     | 18       | 19       | 20       | 21      | 22     | 23     | 24      | Pos.   | Punten |
| ---- | ------------ | ------------------------------ | ------------------------------------- | ------- | ------- | ------- | -------- | ------- | ------- | ------ | ------ | -------- | ------- | -------- | ------ | ------- | ------- | ------- | ------- | ------ | -------- | -------- | -------- | ------- | ------ | ------ | ------- | ------ | ------ |
| 2012 | Williams     | Williams FW34                  | Renault RS27-2012 2.4 V8              | AUS 0   | MAL TC  | CHN TC  | BHR TC   | SPA TC  | MON 0   | CAN 0  | EUR TC | GBR TC   | DUI TC  | HON TC   | BEL TC | ITA TC  | SIN 0   | JPN TC  | KOR TC  | IND TC | ABU TC   | VST 0    | BRA TC   |         |        |        |         | -      | -      |
| 2013 | Williams     | Williams FW35                  | Renault RS27-2013 2.4 V8              | AUS 14  | MAL 11  | CHN 13  | BHR 14   | SPA 16  | MON 12  | CAN 14 | GBR 12 | DUI 16   | HON DNF | BEL 15   | ITA 15 | SIN 13  | KOR 12  | JPN 17  | IND 16  | ABU 15 | VST 8    | BRA DNF  |          |         |        |        |         | 17     | 4      |
| 2014 | Williams     | Williams FW36                  | Mercedes PU106A Hybrid 1.6 V6         | AUS 5   | MAL 8   | BHR 8   | CHN 7    | SPA 5   | MON DNF | CAN 7  | OOS 3  | GBR 2    | DUI 2   | HON 8    | BEL 3  | ITA 4   | SIN 11  | JPN 6   | RUS 3S  | VST 5  | BRA 10   | ABU 3    |          |         |        |        |         | 4      | 186    |
| 2015 | Williams     | Williams FW37                  | Mercedes PU106B Hybrid V6             | AUS DNS | MAL 5   | CHN 6   | BHR 4    | SPA 4   | MON 14  | CAN 3  | OOS 5  | GBR 5    | HON 13  | BEL 9    | ITA 4  | SIN 5   | JPN 5   | RUS 12  | VST DNF | MEX 3  | BRA 5    | ABU 13   |          |         |        |        |         | 5      | 136    |
| 2016 | Williams     | Williams FW38                  | Mercedes PU106C Hybrid V6             | AUS 8   | BHR 9   | CHN 10  | RUS 4    | SPA 5   | MON 12  | CAN 3  | EUR 6  | OOS 9    | GBR 14  | HON 9    | DUI 9  | BEL 8   | ITA 6   | SIN DNF | MAL 5   | JPN 10 | VST 16   | MEX 8    | BRA 11   | ABU DNF |        |        |         | 8      | 85     |
| 2017 | Mercedes     | Mercedes F1 W08 EQ Power+      | Mercedes M08 EQ Power+ 1.6 V6         | AUS 3   | CHN 6   | BHR 3P  | RUS 1    | SPA DNF | MON 4   | CAN 2  | AZE 2  | OOS 1P   | GBR 2   | HON 3    | BEL 5  | ITA 2   | SIN 3   | MAL 5   | JPN 4S  | VST 5  | MEX 2    | BRA 2P   | ABU 1PS  |         |        |        |         | Brons  | 305    |
| 2018 | Mercedes     | Mercedes F1 W09 EQ Power+      | Mercedes M09 EQ Power+ 1.6 V6         | AUS 8   | BHR 2S  | CHN 2   | AZE 14†S | SPA 2   | MON 5   | CAN 2  | FRA 7S | OOS DNFP | GBR 4   | DUI 2    | HON 5  | BEL 4S  | ITA 3   | SIN 4   | RUS 2PS | JPN 2  | VST 5    | MEX 5S   | BRA 5S   | ABU 5   |        |        |         | 5      | 247    |
| 2019 | Mercedes     | Mercedes F1 W10 EQ Power+      | Mercedes-AMG F1 M10 EQ Power+ V6      | AUS 1S  | BHR 2   | CHN 2P  | AZE 1P   | SPA 2P  | MON 3   | CAN 4S | FRA 2  | OOS 3    | GBR 2P  | DUI DNF  | HON 8  | BEL 3   | ITA 2   | SIN 5   | RUS 2   | JPN 1  | MEX 3    | VST 1P   | BRA DNFS | ABU 4   |        |        |         | Zilver | 326    |
| 2020 | Mercedes     | Mercedes F1 W11 EQ Performance | Mercedes-AMG F1 M11 EQ Performance V6 | OOS 1P  | STI 2   | HON 3   | GBR 11   | 70J 3P  | SPA 3S  | BEL 2  | ITA 5  | TOS 2    | RUS 1S  | EIF DNFP | POR 2  | EMI 2P  | TUR 14  | BHR 8   | SAK 8P  | ABU 2  |          |          |          |         |        |        |         | Zilver | 223    |
| 2021 | Mercedes     | Mercedes F1 W12 E Performance  | Mercedes-AMG F1 M12 E Performance V6  | BHR 3S  | EMI DNF | POR 3PS | SPA 3    | MON DNF | AZE 12  | FRA 4  | STI 3  | OOS 2    | GBR *3  | HON DNF  | BEL 12 | NED 3   | ITA *13 | RUS 5   | TUR 1PS | VST 4  | MXS 15PS | SAP *13P | QAT DNF  | SAR 3   | ABU 6  |        |         | Brons  | 226    |
| 2022 | Alfa Romeo   | Alfa Romeo C42                 | Ferrari 066/7 V6                      | BHR 6   | SAR DNF | AUS 8   | EMI 7 5  | MIA 7   | SPA 6   | MON 9  | AZE 11 | CAN 7    | GBR DNF | OOS 11   | FRA 14 | HON 20† | BEL DNF | NED DNF | ITA 13  | SIN 11 | JPN 15   | VST DNF  | MXS 10   | SAP 9   | ABU 15 |        |         | 10     | 49     |
| 2023 | Alfa Romeo   | Alfa Romeo C43                 | Ferrari 066/10 V6                     | BHR 8   | SAR 18  | AUS 11  | AZE 18   | MIA 13  | MON 11  | SPA 19 | CAN 10 | OOS 15   | GBR 12  | HON 12   | BEL 12 | NED 14  | ITA 10  | SIN DNF | JPN DNF | QAT 8  | VST 12   | MXS 15   | SAP DNF  | LSV 17  | ABU 19 |        |         | 15     | 10     |
| 2024 | Kick Sauber  | Sauber C44                     | Ferrari 066/12 V6                     | BHR 19  | SAR 17  | AUS 14  | JPN 14   | CHN DNF | MIA 16  | EMI 18 | MON 13 | CAN 13   | SPA 16  | OOS 16   | GBR 15 | HON 16  | BEL 15  | NED 19  | ITA 16  | AZE 15 | SIN 16   | VST 17   | MXS 14   | SAP 13  | LSV 18 | QAT 11 | ABU DNF | 22     | 0      |
| Jaar | Inschrijving | Chassis                        | Motor                                 | 1       | 2       | 3       | 4        | 5       | 6       | 7      | 8      | 9        | 10      | 11       | 12     | 13      | 14      | 15      | 16      | 17     | 18       | 19       | 20       | 21      | 22     | 23     | 24      | Pos.   | Punten |

- † Uitgevallen maar wel geklasseerd omdat er meer dan 90% van de race-afstand werd afgelegd.
- *1 Winnaar van de sprintkwalificatie.
- *3 Derde in de sprintkwalicatie.

### Overwinningen
| Nr. | Grand Prix                              | Constructeur |
| --- | --------------------------------------- | ------------ |
| 1   | Grand Prix van Rusland 2017             | Mercedes     |
| 2   | Grand Prix van Oostenrijk 2017          | Mercedes     |
| 3   | Grand Prix van Abu Dhabi 2017           | Mercedes     |
| 4   | Grand Prix van Australië 2019           | Mercedes     |
| 5   | Grand Prix van Azerbeidzjan 2019        | Mercedes     |
| 6   | Grand Prix van Japan 2019               | Mercedes     |
| 7   | Grand Prix van de Verenigde Staten 2019 | Mercedes     |
| 8   | Grand Prix van Oostenrijk 2020          | Mercedes     |
| 9   | Grand Prix van Rusland 2020             | Mercedes     |
| 10  | Grand Prix van Turkije 2021             | Mercedes     |

### Sprintoverwinningen
| Nr. | Grand Prix                    | Constructeur |
| --- | ----------------------------- | ------------ |
| 1   | Grand Prix van Italië 2021    | Mercedes     |
| 2   | Grand Prix van São Paulo 2021 | Mercedes     |

## Trivia

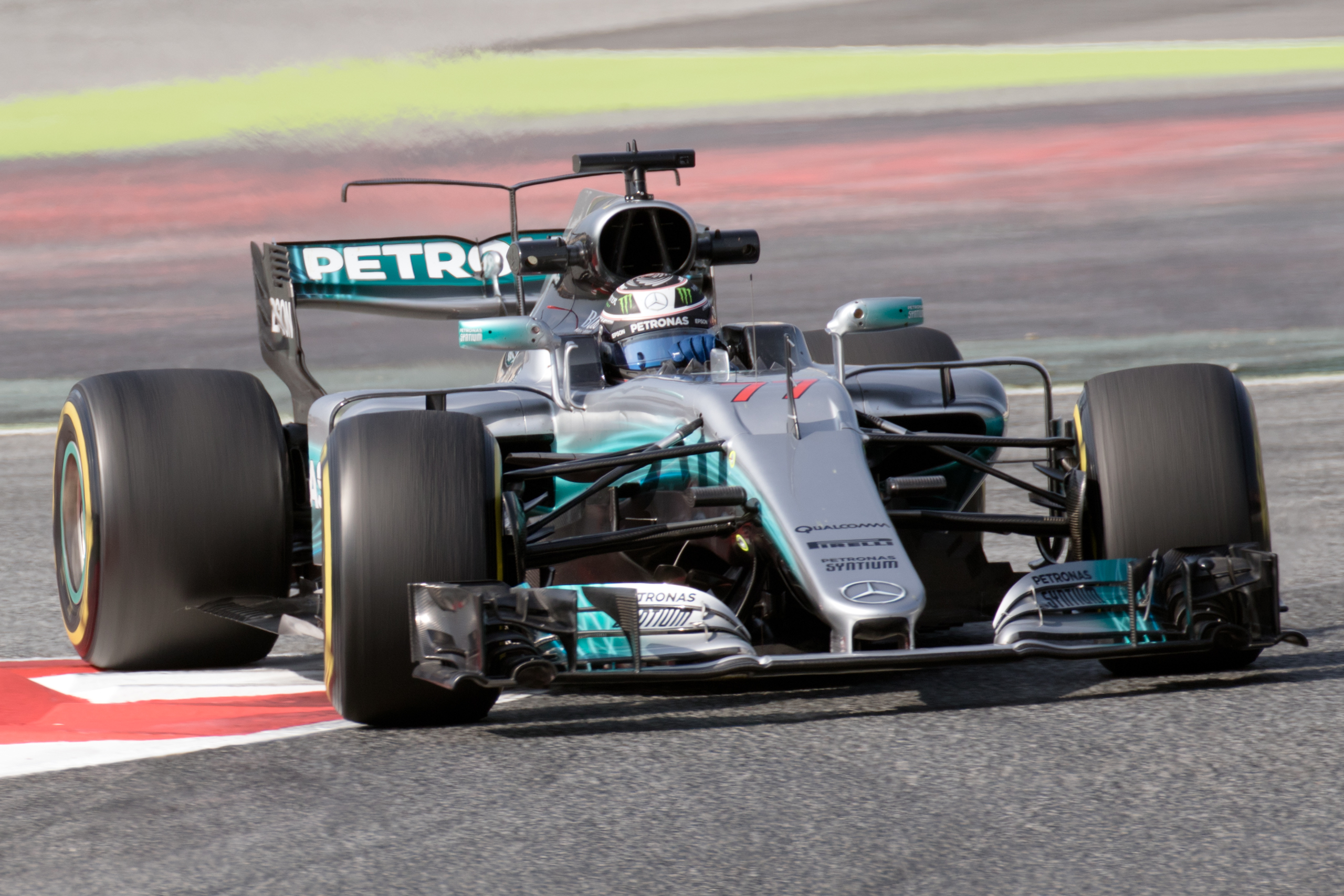
Bottas in de Mercedes, februari 2017, Circuit de Catalunya

- Bottas werd op 6 juli 2010 de eerste coureur die de Masters of Formula 3 tweemaal won. De zeges kwamen op rij, in 2009 en 2010.[5]
- Bottas publiceerde in 2023 zijn eigen kalender. Hierin waren 13 foto's van hem en zijn achterwerk te zien. De kalender werd door hem ''Bottass'' genoemd.

## Privé
Bottas had sinds 2010 een relatie met olympisch zwemster Emilia Pikkarainen. Zij waren tussen 2016 en 2019 met elkaar getrouwd.
Sinds februari 2020 heeft Bottas een relatie met Australisch wielrenster Tiffany Cromwell.